# Flaga Zanzibaru
Flaga Zanzibaru w obecnym kształcie została przyjęta w 2005 roku.
Nawiązuje bezpośrednio do flagi przyjętej po proklamacji republiki w 1964. W lewym górnym rogu umieszczono małą flagę Tanzanii.

## Historyczne warianty flagi

Flaga Sułtanatu Zanzibaru z lat 1856–1896
Flaga Zanzibaru z lat 1896–1963
Flaga niepodległego Sułtanatu Zanzibaru w latach 1963–1964
Flaga Zanzibaru używana od 12 do 29 stycznia 1964 roku
Flaga Zanzibaru używana od 29 stycznia do 26 kwietnia 1964 roku, przyjęta po obaleniu monarchii
Flaga Tanzanii używana przez Zanzibar od 27 kwietnia 1964 do 8 stycznia 2005 roku